# François L'Hoëst
François L'Hoëst (né le 1er mars 1839 à Tongres, mort le 29 octobre 1904 à Anvers) est un zoologiste belge.
Succédant à Jacques Vekemans (nl), c'est le troisième directeur de la Société royale de zoologie d'Anvers (nl) qui administre le zoo d'Anvers et y exerce ses fonctions de 1888 à 1904. Son fils, Michel L'Hoëst, lui succède.
À la demande du ministre Léon De Bruyn, il participe au comité scientifique de l'Exposition universelle de 1894 d'Anvers.
Cercopithecus lhoesti (P. Sclater, 1899), une espèce de singes africains, porte son nom,.